# Tisa, Maramureș
Tisa (în maghiară Tiszaveresmart, până în 1901: Veresmart; în ucraineană Миків, transliterat: Mîkiv) este un sat în comuna Bocicoiu Mare din județul Maramureș, Transilvania, România.

## Istoric
Numele vechi a localității este Virișmort, în traducere Malul Roșu (magh. Veresmarth, Tiszaveresmart). Din 1964 (prin Decretul 799/1964) denumirea de Virismort se modifică în Tisa. 
Prima atestare documentară: 1374 (Veresmart). 

## Etimologie
Etimologia numelui localității: din hidronimul Tisa (cuvânt autohton). 

## Demografie
La recensământul din 2011, populația era de 1.255 locuitori. 

## Monument istoric
- Conacul Szaploncsay Zoltan (1848-1849).